# Rugby Europe Women's Trophy 2020
El Rugby Europe Women's Trophy (Trofeo Europeo de Rugby Femenino) del 2020 fue la décima edición del torneo femenino de rugby.
Finalmente se decidió la cancelación de la competencia debido a la Pandemia de COVID-19, declarándose desierto el título de la competición.

## Equipos participantes
- Selección femenina de rugby de Finlandia
- Selección femenina de rugby de República Checa
- Selección femenina de rugby de Suecia
- Selección femenina de rugby de Suiza

## Desarrollo

### Posiciones
| Pos. | Equipo          | Encuentros | Encuentros | Encuentros | Encuentros | Tantos  | Tantos    | Tantos     | Puntos Bonus | Puntos Totales |
| Pos. | Equipo          | jugados    | ganados    | empatados  | perdidos   | a favor | en contra | diferencia | Puntos Bonus | Puntos Totales |
| ---- | --------------- | ---------- | ---------- | ---------- | ---------- | ------- | --------- | ---------- | ------------ | -------------- |
| 1    | República Checa | 3          | 2          | 1          | 0          | 37      | 15        | +22        | 0            | 10             |
| 2    | Suiza           | 2          | 1          | 0          | 1          | 37      | 15        | +22        | 1            | 5              |
| 3    | Suecia          | 2          | 1          | 0          | 1          | 24      | 24        | 0          | 0            | 4              |
| 4    | Finlandia       | 3          | 0          | 1          | 2          | 12      | 56        | -44        | 0            | 2              |

Nota: Se otorgan 4 puntos al equipo que gane un partido y 2 al que empate
Puntos Bonus: 1 punto por convertir 4 tries o más en un partido y 1 al equipo que pierda por no más de 7 tantos de diferencia

### Partidos
| 12 de octubre de 2019 | Finlandia | 5 - 5 | República Checa |  |  |

| 2 de noviembre de 2019 | Suecia | 19 - 7 | Finlandia |  |  |

| 2 de noviembre de 2019 | República Checa | 15 - 5 | Suiza |  |  |

| 16 de noviembre de 2019 | República Checa | 17 - 5 | Suecia |  |  |

| 23 de noviembre de 2019 | Suiza | 32 - 0 | Finlandia |  |  |

| 9 de mayo de 2020 | Suecia | Cancelado | Suiza |  |  |